# Adrian Jacobs
Pour les articles homonymes, voir Jacobs.
Pas d'image ? Cliquez ici

a Compétitions nationales et continentales officielles uniquement.

b Matchs officiels uniquement.
Adrian Abraham Jacobs, né le 14 août 1980 à Kraaifontein (Afrique du Sud), est un joueur de rugby à XV qui joue avec l'équipe d'Afrique du Sud. Il évolue au poste de centre ou d'ailier, ou plus rarement comme demi d'ouverture.

## Carrière

### EnSuper Rugby
- 2001-2002 : Bulls
- 2003 : Cats
- 2004-2011 : Sharks

### En équipe nationale
Il a disputé son premier test match le 17 novembre 2001 contre l'équipe d'Italie. 

## Palmarès

### En club
- Finaliste du Super 14 en 2007 avec les Sharks.

### En équipe nationale
- 34 sélections entre 2001 et 2011.
- 35 points (7 essais).